# Quốc lộ 17B
Quốc lộ 17B là tuyến đường quốc lộ dài 41 km ở miền Bắc Việt Nam, đi qua ba tỉnh thành Quảng Ninh, Hải Dương, Hải Phòng.
Tuyến đường này bắt đầu tại Quốc lộ 18 đoạn qua phường Mạo Khê, thành phố Đông Triều, Quảng Ninh, vượt qua ba nhánh sông của sông Kinh Thầy trên địa phận thị xã Kinh Môn, tỉnh Hải Dương đến nút giao với Quốc lộ 5 tại thị trấn Phú Thái, huyện Kim Thành. Từ thị trấn Phú Thái, tuyến đường tiếp tục đi về phía nam huyện Kim Thành rồi sang địa phận quận An Dương, thành phố Hải Phòng và giao với Quốc lộ 10 tại cầu Rế 2. Quốc lộ 17B tiếp tục đi cặp theo sông Rế và kết thúc tại ngã ba Ắc Quy giao với Quốc lộ 5 tại phường An Đồng, quận An Dương.
Trước đây, tuyến đường có tên là đường tỉnh 208 trên địa bàn thành phố Hải Phòng, đường tỉnh 388 trên địa bàn tỉnh Hải Dương và đường 188 trên địa bàn tỉnh Quảng Ninh. Ngày 27 tháng 6 năm 2016, Bộ Giao thông vận tải ban hành Quyết định số 1982/QĐ-BGTVT về việc chuyển tuyến đường nối các tỉnh, thành phố Quảng Ninh, Hải Dương và Hải Phòng thành Quốc lộ 17B.